# Cristián Cheuque
Cristián Gastón Cheuque Ramírez (Quillota, V Región de Valparaíso, 14 de marzo de 1962) es un exfutbolista profesional chileno.

## Carrera profesional
Jugó para el equipo de su escuela secundaria local, el equipo universitario y finalmente fue trasladado a la división juvenil para formar un equipo profesional. Posteriormente ascendió a la plantilla completa de su selección profesional y jugó en la primera y segunda división de la liga nacional de fútbol profesional de Chile. Después de una gran carrera en Chile, Cristian se mudó a Canadá donde jugó en una liga semiprofesional.

## Clubes
| Club               | País  | Año  |
| ------------------ | ----- | ---- |
| Santiago Wanderers | Chile | 1983 |